# ГЕС Стьюартвіль
ГЕС Стьюартвіль – гідроелектростанція у канадській провінції Онтаріо. Знаходячись між малою ГЕС Calabogie (4 МВт, вище по течії) та ГЕС Arnprior, входить до складу каскаду на річці Мадаваска, правій притоці Оттави (впадає ліворуч до річки Святого Лаврентія, котра дренує Великі озера).
В межах проекту річку перекрили бетонною греблею висотою 63 метри та довжиною 440 метрів, яка утворила витягнуте по долині річки на 21 км водосховище з площею поверхні 4,5 км2. 
Пригреблевий машинний зал ввели в експлуатацію у 1948-му з трьома гідроагрегатами загальною потужністю 66 МВт. В 1969-му до них додали ще два, що довело потужність станції до 182 МВт. Турбіни ГЕС працюють при напорі у 45,5 метра.